# Richard Müller (Politiker, 1913)

Richard Müller (1971)

Richard Müller (* 22. Februar 1913 in Zürich; † 23. Oktober 1986 in Muri bei Bern) war ein Schweizer Politiker (SP).
Richard Müller, Sohn des Holzgrosshändlers Josef Müller, besuchte die Schulen in Zürich und absolvierte 1931 die Matura. Er studierte Volkswirtschaftslehre und Rechtswissenschaften in Paris und Zürich und promovierte 1940 bei Richard Büchner in Zürich zum Dr. oec. publ. Von 1941 bis 1961 war Müller Zentralsekretär der PTT-Union, und von 1961 bis 1978 deren Generalsekretär. Von 1942 bis 1958 war er Berner Grossrat und von 1963 bis 1983 Nationalrat. Ab 1970 war er Vizepräsident der SP, von 1972 bis 1978 präsidierte er die Sozialdemokratische Fraktion der Bundesversammlung. Er war Vizepräsident des Föderativverbands und des Schweizerischen Gewerkschaftsbundes und von 1978 bis 1982 dessen Präsident. Von 1977 bis 1983 war er Mitglied der Schweizer Delegation im Europarat. Ausserdem präsidierte er die Schweizer Gruppe der Interparlamentarischen Union.